# 피코×코코×치코
《피코×코코×치코》(일본어: ぴこ×CoCo×ちこ)는 나의 피코 시리즈 중 3편이다. 2008년 10월 9일에 소프트 온 디맨드에서 발매된 성인용 OVA이다.